# William Thompson (naturalista)
William Thompson (Belfast, 2 dicembre 1805 – Londra, 17 febbraio 1852) è stato un naturalista irlandese.
Ricordato per aver svolto i primi studi sulla storia naturale dell'Irlanda, si occupò in special modo di ornitologia e biologia marina. Thompson pubblicò numerose note sulla distribuzione, l'allevamento, le uova, l'habitat, il canto, il piumaggio, il comportamento, la nidificazione e l'alimentazione degli uccelli. Queste formarono la base dei quattro volumi dell'operaThe Natural History of Ireland, molto utilizzati da autori contemporanei e successivi come Francis Orpen Morris.

## Biografia
Thompson nacque nella fiorente città marittima di Belfast, in Irlanda, figlio maggiore di un commerciante di lino, la cui ricchezza in seguito avrebbe permesso a Thompson di finanziare le proprie ricerche senza un'affiliazione accademica. Thompson frequentò la neonata Royal Belfast Academical Institution, dove si laureò in Scienze Biologiche. Fondata, tra gli altri, da John Templeton, la scuola aveva una forte sezione di storia naturale dalla quale provenivano eminenti naturalisti. Nel 1826 fece un Grand Tour accompagnato dal cugino George Langtry, armatore di Fortwilliam, a Belfast. Iniziarono nei Paesi Bassi, poi viaggiarono attraverso il Belgio lungo il Reno fino alla Svizzera per poi arrivare a Roma e Napoli. Tornarono via Firenze, Ginevra e Parigi.

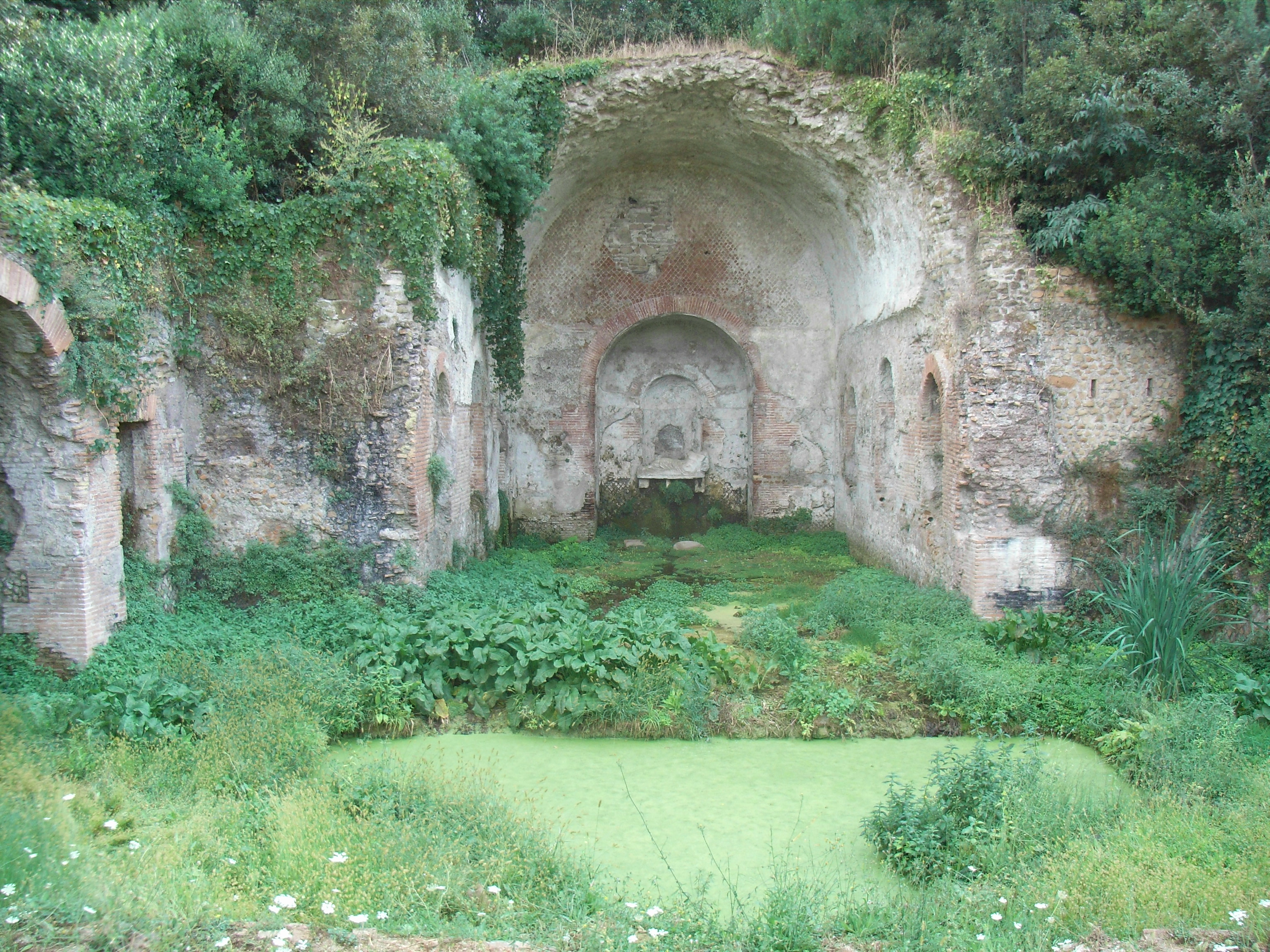
Thompson trovò il Ninfeo di Egeria, nell'odierno Parco della Caffarella a Roma, particolarmente attraente con le sue associazioni classiche e poetiche

Il primo articolo scientifico di Thompson, The Birds of the Copeland Islands, fu pubblicato nel 1827 poco dopo essere entrato a far parte della Belfast Natural History Society. In questi anni divenne membro della Belfast Literary Society.

## Vita privata
William Thompson era un uomo dalle abitudini regolari. Per quattro ore dopo la colazione era nella ricerca scientifica, nella preparazione per la stampa e nella corrispondenza. L'intervallo tra la cena e il tè era dedicato alla letteratura,  si ritirava quindi nel suo studio per due o tre ore aggiuntive di lavoro scientifico quando non era impegnato nelle società locali. Con la primavera visitava Londra dove si interessava alla letteratura, alla storia, alle belle arti e alla scienza. Visitò inoltre molti luoghi celebri dell'Inghilterra e della Scozia. D'estate andava al mare con la famiglia e poi d'autunno effettuava viaggi con gli amici, partecipava agli incontri della for the Advancement of Science e ad attività di tiro in Scozia.

## Ricerca
Thompson contribuì con informazioni aggiornate sugli uccelli d'Irlanda a The Magazine of Zoology and Botany di Selby, The Annals of Natural History, The Magazine of Natural History e Annals and Magazine of Natural History, e redasse il primo elenco degli uccelli irlandesi per l'incontro del 1840 dell'Associazione britannica per il progresso della scienza a Glasgow. Altri lavori, principalmente sugli uccelli, vennero pubblicati su Proceedings of the Zoological Society of London e nel London and Edinburgh Philosophical Journal . Questi documenti costituirono la base della sua opera fondamentale , The Natural History of Ireland, pubblicata in quattro volumi tra il 1849 e il 1851.

## Uccelli

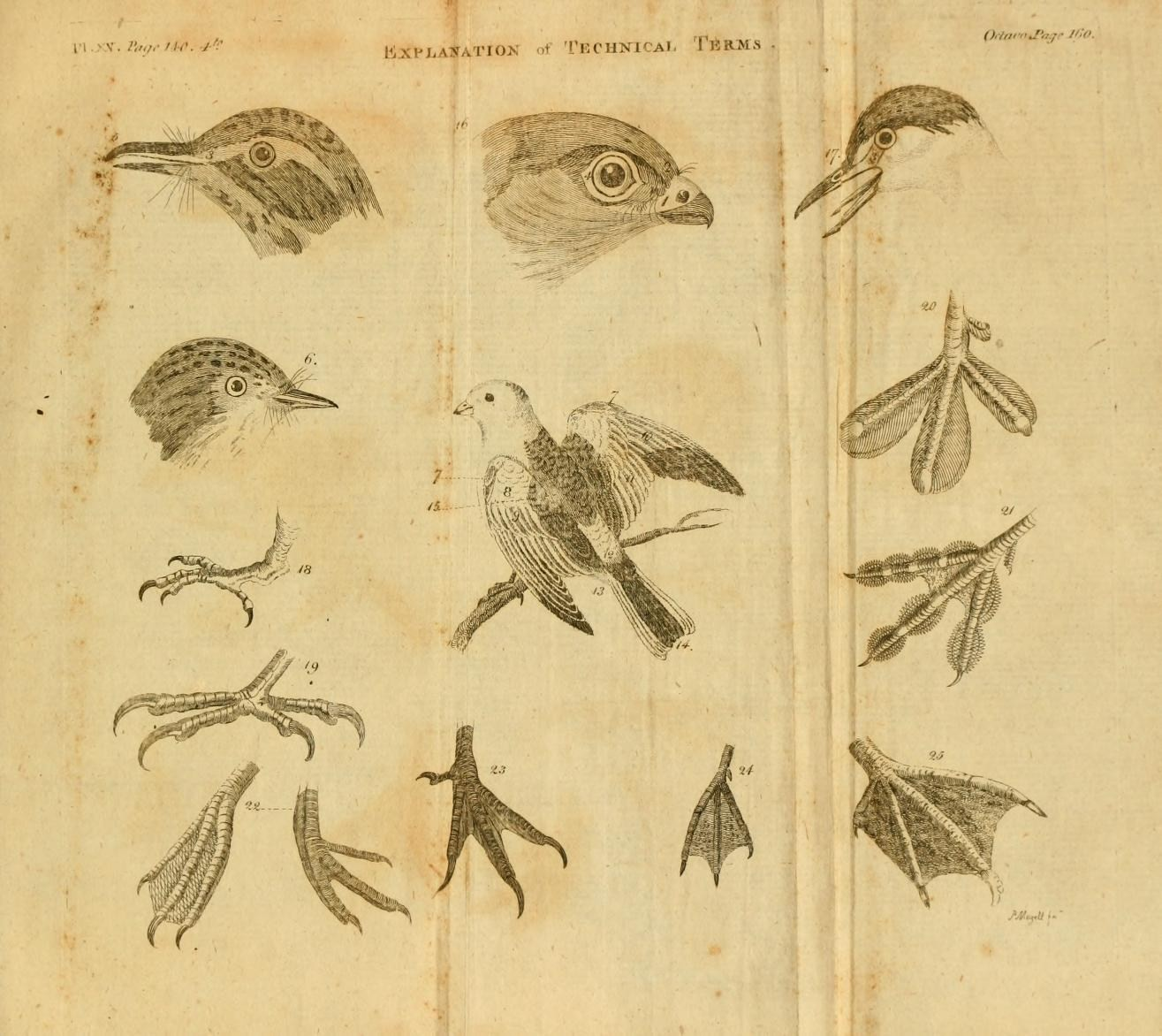
British zoology di Thomas Pennant, 1776. Tavola che illustra l'anatomia degli uccelli

Thompson possedeva o aveva accesso a una biblioteca ornitologica molto completa con titoli come Ornithological Dictionary, Le Règne Animal, Illustrations of British Ornithology di Selby, Manuel d'ornithologie ou Tableau systématique des oiseaux qui se trouvent en Europe ( Sepps & Dufour, Amsterdam, Parigi 1815–40) di Coenraad Jacob Temminck, William Edward Parry,  Fauna boreali-americana: parte seconda, gli uccelli, Synopsis of the Birds of the United States di Charles Lucien Bonaparte, Zoographia Russo-Asiatica di Peter Simon Pallas. Possedeva inoltre una grande collezione di uccelli ed aveva accesso a quelle dei musei di Belfast e Dublino.
La sua pubblicazione principale sugli uccelli fu Report on the fauna of Ireland (Vertebrata) per la British Association for the Advancement of Science, un primo lavoro biogeografico che compara i vertebrati della Gran Bretagna e dell'Irlanda. Thompson osservò che, con poche eccezioni, gli uccelli nativi della Gran Bretagna come allora accettati da Jardine e Selby potessero essere ritrovati tutti in Irlanda. La sua seconda pubblicazione più importante fu The Natural History of Ireland che, nella sezione sugli uccelli, è una monografia dallo stile letterario, talvolta aneddotico, che forniva informazioni su anatomia, piumaggio, comportamento, nidificazione e riproduzione, stagionalità e distribuzione.
Thompson documentò molte specie di uccelli rare in Irlanda, raccolte dalla sua rete di corrispondenti. Sue furono le prime registrazioni degli avvistamenti del gabbiano di Bonaparte e del tarabuso americano. Da osservatore scettico, scriveva sul nibbio reale: "Il nome di "nibbio" appare comunemente nei cataloghi di uccelli forniti nelle indagini statistiche delle contee irlandesi e altrove; ma poiché le specie più grandi dei falconidi sono in alcuni luoghi chiamati Nibbio, come pure Astore o Falco d'oca, non vi può essere dubbio che si intendesse la poiana, o qualche specie comune".

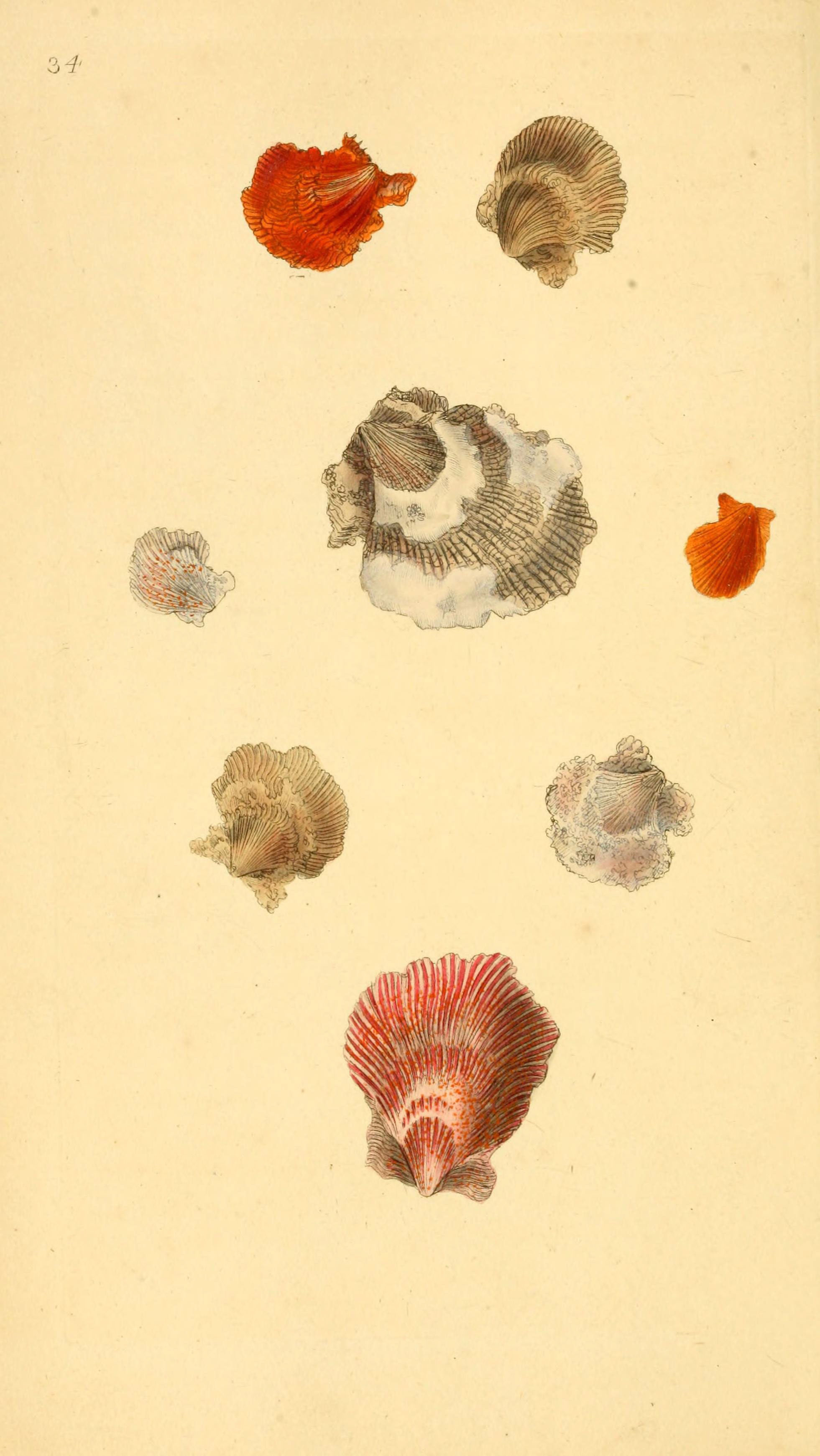
Tavola 34 di Edward Donovan, dal titolo The Natural History of British Shells: Including Figures and Descriptions of All the Species Hitherto Discovered in Great Britain, Systematically Arranged in the Linnean Manner, With Scientific and General Observations On Each.(1799-1803)

## Biologia Marina
Nel 1834 Thompson iniziò a studiare la distribuzione degli animali marini nello spazio (profondità) e nel tempo (stagionalità). La sua prima ricerca fu con Edward Forbes che dragava nel Mare d'Irlanda. Altri partecipanti erano Robert MacAndrew, John Gwyn Jeffreys, il collezionista di conchiglie di Yoxford, Suffolk George Barlee (1794-1861) e i suoi compagni irlandesi Robert Ball, Edmund Getty e George Crawford Hyndman. Nel 1835 viaggiò in Francia, Svizzera e Germania con Forbes. Poi nel 1841 si unì a Forbes e Thomas Abel Brimage Spratt sul Beacon comandato da Thomas Graves e operante nel Mediterraneo e nell'Egeo. La spedizione durò diciotto mesi e consistette in più di cento operazioni di dragaggio a profondità variabili da 1 a 130 braccia, oltre a studi a terra. Thompson si concentrò sulla gamma di profondità delle alghe, la cui collezione principale si trova oggi nell'erbario dell'Ulster Museum ed è composta da cinque grandi album contenenti campioni raccolti dallo stesso Thompson, da William Henry Harvey, Moon, D. Landsborough, Robert Ball, Thomas Coulter, George Crawford Hyndman, William McCalla e molti altri. Le sue registrazioni sono riportate anche da altri come Gifford (1853):- Griffithsia simplicifilum da ". . . Isola di Wight, nell'agosto 1841, da Messers. R.Ball. e W. Thompson."
Flora of Ulster di George Dickie contiene registrazioni dei frequenti contributi botanici di Thompson e del suo Hortus Siccus ed è menzionato in Natural History of British Entomostraca di William Baird.

## Anni successivi
Thompson ebbe ampia corrispondenza con naturalisti sia in Gran Bretagna che in Irlanda su tutti gli aspetti della storia naturale, incluso lo zoologo Thomas Bell che era al centro dell'establishment scientifico inglese e due dei "Grandi " della Zoological Society, Nicholas Aylward Vigors e William Ogilby.
Man mano che la reputazione di Thompson si diffondeva, le informazioni gli venivano trasmesse da osservatori interessati in tutta l'Irlanda. Tuttavia la sua salute peggiorò intorno al 1847 o 1848, quando aveva 42 anni, e soffrì di problemi cardiaci dal 1847. Nel 1852 Thompson morì di infarto a Londra dove era stato curato dai suoi amici William Yarrell, autore di British Birds, Edward Forbes, Edwin Lankester, della Ray Society e George Busk . Morì celibe.
Estratti dalle lettere di Thompson e dai suoi appunti furono modificati e pubblicati come quarto volume di The Natural History of Ireland, incentrato su invertebrati e vertebrati non aviari, da George Dickie, James Ramsey Garrett e Robert Patterson nel 1856, quattro anni dopo la sua morte.

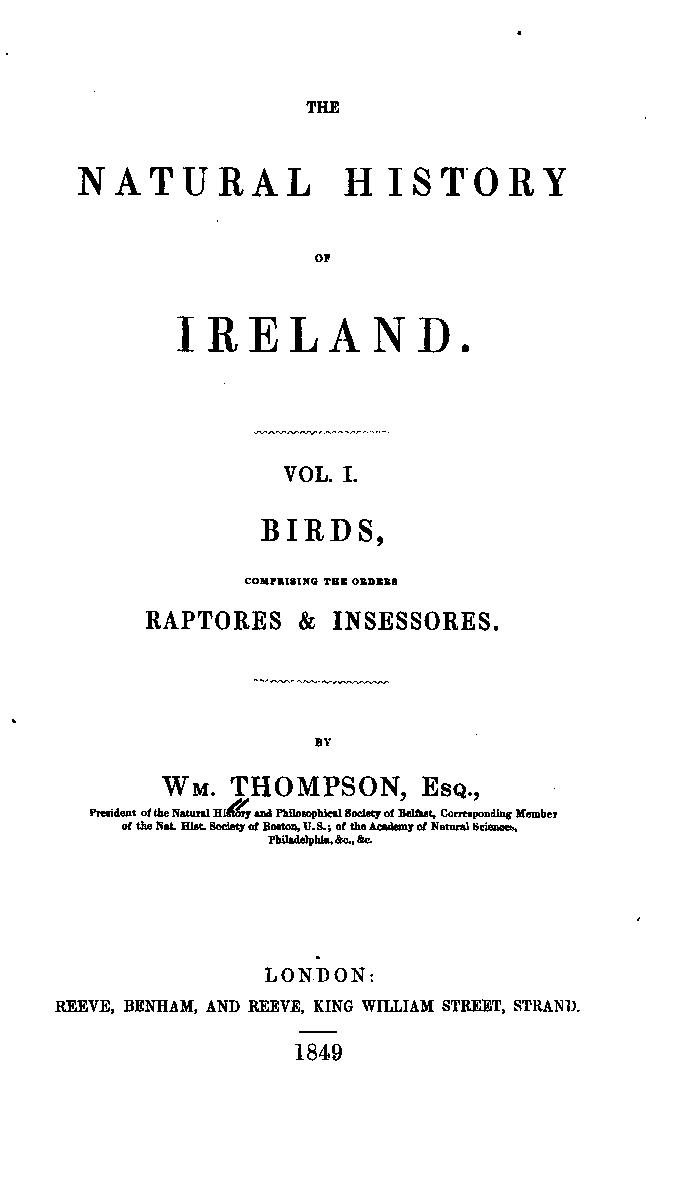
The Natural History of Ireland Volume 1

## Lavori
Elenco parziale di oltre ottanta titoli. Un elenco completo si trova in The Natural History of Ireland.
- 1837 On the Pollan ( Coregonus pollan Thompson) di Lough Neagh Rivista di zoologia e botanica 1: 247-251 online
- 1833 su un esemplare immaturo di Manis dalla coda lunga ( Manis tetradactyla, Linn.) della Sierra Leone. Atti della Zoological Society of London II 28. online
- 1833 Sulla presenza dei giovani della sterna artica ( Sterna Arctica, Temm.) nel nord dell'Irlanda Atti della Zoological Society of London II: 33 online
- 1833 Sulla presenza del gabbiano dalla testa nera ( Larus capistratus, Temm.) nel nord dell'Irlanda Atti della Zoological Society of London II: 33 online
- 1834 Osservazioni del cuculo ( Cuculus canorus Linn. ) Atti della Zoological Society of London II:29 online
- 1834 Osservazioni di alcuni mammiferi, uccelli e pesci nativi, comprese aggiunte alla fauna britannica. Elenco dei molluschi terrestri e d'acqua dolce nuovi in Irlanda. Transactions of the Linnean Society of London Minute Book Linnean Society 1834 pubblicato 1837 online Vedi anche The London and Edinburgh Philosophy Magazine and Journal of Science. 5: 298 online .
- 1835 sul Teredo navalis e Limnoria terebrans, come attualmente esistenti in alcune località delle coste delle isole britanniche. Edinb. Nuovo Fil. J. 18: 121-130.
- 1835 [Catalogo di] Uccelli, pesci ecc. Nuovi per gli atti della fauna britannica e irlandese della Zoological Society of London 3: 77–84. Atti della Zoological Society of London II:77 online
- 1837 [On Vertebratae new to Science to Britain to Ireland etc] 52-63 Atti della Zoological Society of London 1837: 52-63 online
- 1838 III Contributi alla storia naturale dell'Irlanda n. 5 sugli uccelli dell'Ordine Insessores Annals of natural history 1:12-26 online
- 1838 Sulla civetta delle nevi ( Surnia nyctea Dum. ) Annali di storia naturale 1:241-245 online
- 1838 Sui pesci nuovi in Irlanda su Annals of natural history 1:348-359 online
- 1839 Su un nuovo sottogenere di pesci, affine a Ophidium Transactions of the Zoological Society of London 1839:207-212 Tavola XXXVIII online
- 1839 con Robert Patterson Su alcuni cristalli di neve osservati il 14 gennaio 1838, su Magazine of Natural History 3:107-122 online
- 1839 Sui pesci nuovi in Irlanda Annals of natural history 2:14-28 online
- 1840 Nota sulla presenza in vari periodi della balena dal naso a bottiglia ( Hyperoodon butzkoph, Lancep.) sulla costa dell'Irlanda; e la sua apparizione quasi simultanea in diverse parti della costa britannica nell'autunno del 1839. Annali di storia naturale 4, 375–381. online
- 1839 Sui pesci; contenente un avviso di una specie nuova per la fauna britannica e di altre per la fauna irlandese Annals of natural history 2:266-273 online
- 1839 Sull'allevamento della beccaccia ( Scolopax rusticola in Irlanda Annals of natural history 2:337-448 online
- 1839 Osservazioni su diversi pesci britannici inclusa la descrizione di una nuova specie Annals of natural history 2:402-423
- 1841 Report on the fauna of Ireland (Vertebrata) Report of the British Association for the Advancement of Science 1841 online
- 1841 Catalogo dei molluschi di terra ed'acqua dolce d'Irlanda Annals & Magazine of Natural History 6: 16–34 online